# Пентюгинская
Пентюгинская — нежилая деревня в Шенкурском районе Архангельской области. Входит в состав муниципального образования «Сюмское».

## География
Деревня расположена в южной части Архангельской области, в таёжной зоне, в пределах северной части Русской равнины, в 65 километрах на северо-запад от города Шенкурска, на левом берегу реки Неленга, притока Ваги. Ближайшие населённые пункты: на западе деревня Павловская.
Часовой пояс
Пентюгинская, как и вся Архангельская область, находится в часовой зоне МСК (московское время). Смещение применяемого времени относительно UTC составляет +3:00.

## Население
| 2002 | 2010 | 2012 |
| ---- | ---- | ---- |
| 0    | →0   | →0   |

## История
Указана в «Списке населённых мест Архангельской губернии к 1905 году» как деревня Пентюшинская(Митина). Насчитывала 7 дворов, 42 мужчины и 38 женщин. В административном отношении деревня входила в состав Устьсюмского сельского общества Предтеченской волости Шенкурского уезда.
1 января 1908 году деревня оказалась в составе новой Устьсюмской волости, которая выделилась из Предтеченской. На 1 мая 1922 года в поселении 9 дворов, 30 мужчин и 24 женщины.